# Chabichou du Poitou

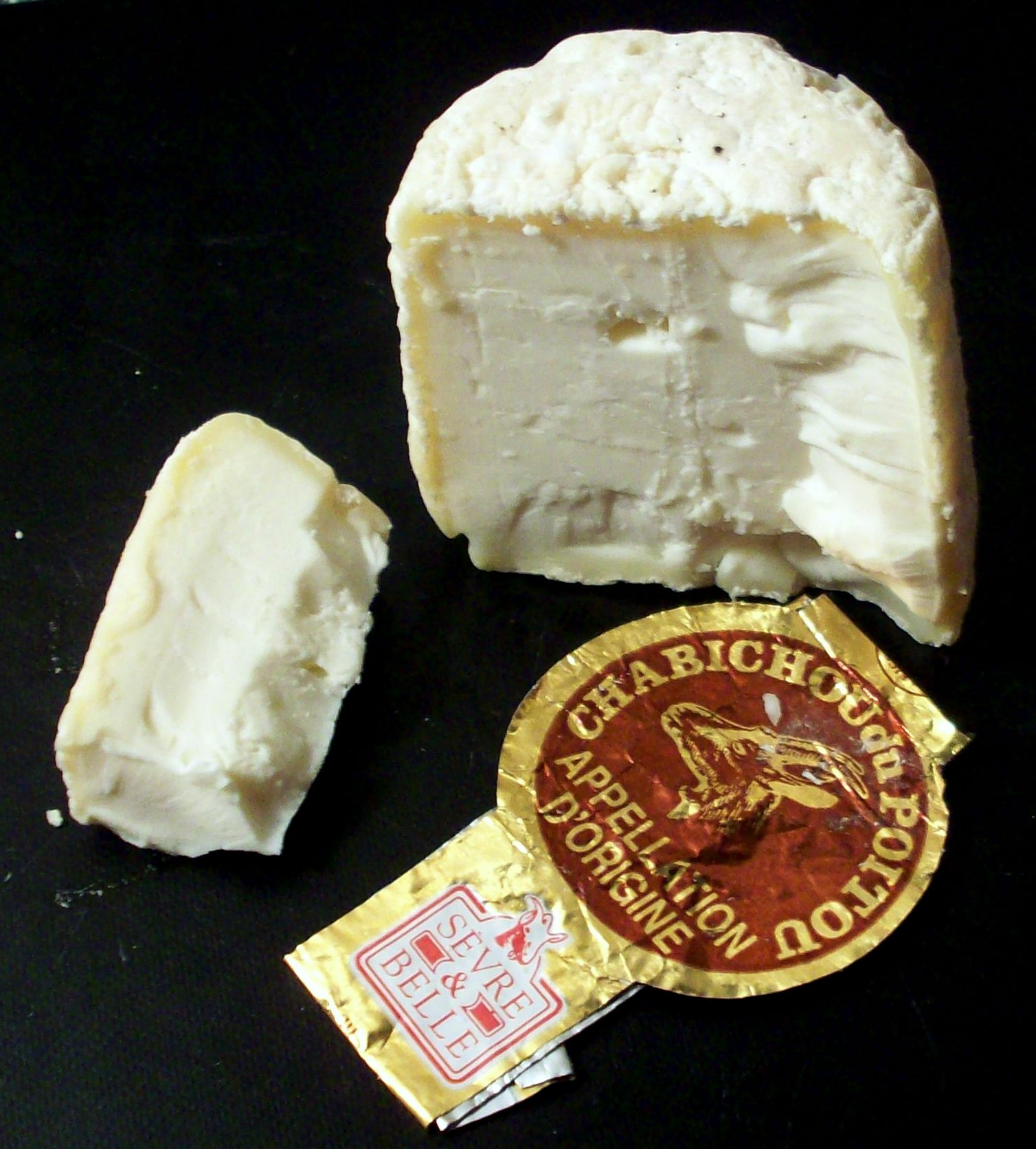
Chabichou du Poitou

Der Chabichou du Poitou ist ein französischer Weichkäse aus roher Ziegenmilch mit geschützter Ursprungsbezeichnung. Das Herkunftsgebiet umfasst Kantone und Gemeinden der Départements Vienne, Deux-Sèvres und Charente im Gebiet des kalkhaltigen Haut-Poitou in der Region Nouvelle-Aquitaine.

## Geschichte
Der Legende nach stammt der Chabichou du Poitou aus dem 8. Jahrhundert und wurde von dem arabischen Volksstamm der Sarazenen eingeführt. „Chabi“, die Abkürzung für Chabichou, soll eine Verballhornung von „Chebli“, des arabischen Wortes für Ziege, sein. In seinem Werk Guide du voyageur à Poitiers et aux environs von 1782 erwähnt der Historiker Charles de Chergé die „exzellenten Käse in Montbernage“, einem Vorort von Poitiers, die „unter dem Namen Chabichou bekannt“ seien. Nach der Reblauskrise ab 1876 wurde die Milchwirtschaft gegenüber dem Weinbau verstärkt und die Käseproduktion ausgebaut. 1990 erhielt der Chabichou das AOC-Siegel, 1996 das europäische Pendant AOP.

## Beschreibung
Der Chabichou du Poitou hat die charakteristische Form eines konischen Stumpfes von 6 Zentimeter Höhe bei einem Durchmesser von 5 bis 6 Zentimeter. Sein Gewicht beträgt etwa 150 Gramm. Der Teig ist von zarter Konsistenz. Mit zunehmender Reife wird er fester und bröckeliger. Seine feine Rinde weist oberflächig weißen oder blauen Schimmel auf. Der Chabichou du Poitou wird ausschließlich aus Milch von Ziegen der Rassen Alpine (Ziege), Saanenziege und Poitevine sowie deren Kreuzungen hergestellt. Das Futter muss zu mindestens 75 % aus der Region stammen, Silage ist nicht zulässig. Die Milch wird mit Lab versetzt. Der Bruch wird zum Abtropfen auf ein Tuch gegeben und mit einer Kelle in die Formen geschöpft. Nach dem Ausformen und Salzen kommt der Ziegenkäse in einen Trockenraum und reift dort mindestens 10 Tage.
Der Chabichou du Poitou hat einen leicht ziegigen, milden säuerlichen Geschmack. Mit zunehmender Reife wird der Geschmack kräftiger, jedoch nicht scharf. Er riecht leicht ziegig. Sein Fettgehalt beträgt laut Spezifikation mindestens 18 % des Gesamtgewichtes, dies entspricht circa 45 % Fett i. Tr. 2023 wurden 262 Tonnen Chabichou du Poitou erzeugt, davon 46 fermier.
Neben dem mit AOC-Siegel geschützten Chabichou du Poitou gibt es noch zahlreiche Varianten. Gemeinsam ist ihnen allen die zylindrische Form.